# Turibius z Mongroveja
Svatý Turibius z Mongroveja (Toribio Alfonso de Mogrovejo, 16. listopadu 1538 – 23. března 1606) byl španělský inkvizitor a později římskokatolický arcibiskup v Limě, nyní uctíván jako světec.

## Život
Turibius se narodil v roce 1538 ve Španělsku. V Salamance studoval práva a třebaže dosud laik se stal předsedou inkvizičního tribunálu v městě Granada. V roce 1580 odjel jako arcibiskup do Peru. Jako Limský arcibiskup soucítil s domorodými Indiány a chránil je před španělskými přehmaty. Svolal celkem 12 synod, jejichž úkolem bylo připravit kněze na misijní práci. Zvláště 3. limský sněm měl zásadní význam pro celou Latinskou Ameriku.
Jako arcibiskup konal četné vizitace. Na poslední zemřel. Stalo se tak v Santiago de Miraflores v malé kapli, dne 23. března 1606. V okamžiku smrti byl obklopen domorodci. V následujícím roce bylo jeho tělo převezeno do Limy. Svatořečen byl v roce 1724. Liturgická památka se připomíná v den úmrtí, 23. března.